# Orvietana Calcio
Maillots
L'Orvietana Calcio, plus couramment abrégé en Orvietana, est un club italien de football fondé en 1910 et dans la ville d'Orvieto, en Ombrie.
Le club joue ses matchs à domicile au Stade Luigi Muzi, doté de 2 500 places.

## Histoire
Le club est fondé en 1910 sous le nom d'Unione Sportiva Orvietana. La section football du club est quant à elle officiellement fondée le 11 février 1913. Le premier président du club est Vittorio Ravizza.
Il est dissous en 1933 (car il ne dispose pas d'un stade pour disputer ses rencontres à domicile) puis refondé en 1941.
Il parvient à atteindre pour la première fois de son histoire la Serie C lors de la saison 1947-48 sous la direction du président Luigi Muzi.
En 2000, le club change de nom pour s'appeler l'Associazione Sportiva Orvietana.

### Rivalité
L'Orvietana Calcio entretient une rivalité avec une autre équipe de la province, à savoir le Ternana Calcio.

## Palmarès
| Compétitions nationales |
| --- |
| - Championnat d'Italie D4 (3) : - Champion : 1966-67, 1971-72 et 1975-76. - Championnat d'Italie D5 (3) : - Champion : 1960-61, 1997-98 et 2000-01. - Vice-champion : 1993-94 |

## Personnalités du club

### Présidents du club
| - Vittorio Ravizza (1910 - ?) - Luigi Muzi | - Giancarlo Parretti - Alessandro Paci | - Roberto Biagioli |

### Entraîneurs du club
| - Alessandro Cavalli | - Gianfranco Ciccone |  |

### Anciens joueurs du club
- Graziano De Luca
- Mario Frustalupi